# Honda CBR 900RR Fireblade
Honda CBR 900RR Fireblade – japoński motocykl sportowy marki Honda, produkowany w latach 1992-1995, który zapoczątkował serię motocykli Fireblade. Nazwa CBR 900RR często odnosi się do swoich kolejnych generacji, motocykli o pojemności 919 cm³, 929 cm³ i 954 cm³.
Pierwsza generacja charakteryzuje się przednią owiewką z podwójnymi okrągłymi reflektorami.
Model 1995 przeszedł kilka modyfikacji.